# E. William Brayley
Pour les articles homonymes, voir Brayley.
E. William Brayley, actif en 1805, est un peintre et graveur britannique,.